# Alain d'Albret
Pour les articles homonymes, voir Albret.
Pour les autres membres de la famille, voir Maison d'Albret.
Alain d'Albret, dit « Alain le Grand », né vers 1448 et mort en 1522, seizième seigneur d'Albret, est aussi sire de Fleurance en Gaure, vicomte de Tartas, comte de Gaure, comte de Dreux et comte de Castres. Il devient chef de la maison d'Albret, puissante famille féodale de Gascogne (Nérac), en 1471.
Ayant des prétentions au duché de Bretagne, il participe sous le règne de Charles VIII à la Guerre folle et à la guerre de Bretagne, du côté des rebelles. Gouverneur de Nantes en 1491, il livre la ville au roi de France.
Père de Jean d'Albret, il est l'arrière-grand-père de Jeanne d'Albret, reine de Navarre et mère d'Henri III de Navarre, devenu en 1589 le roi de France Henri IV.

## Biographie

### Origines familiales
Il est le fils de Catherine de Rohan (morte en 1471) et de Jean Ier d'Albret (mort en 1468). 
Petit-fils et héritier de Charles II d'Albret (1407-1471) et d'Anne d'Armagnac, il devient chef de la maison d'Albret en 1471.

### Carrière sous le règne de Louis XI
En 1477, alors qu'il est à la fois seigneur d'Avesnes (du chef de son épouse) et officier au service du roi de France, il met le siège devant cette ville à un moment où ses habitants prennent le parti de la duchesse Marie de Bourgogne, fille de Charles le Téméraire, souveraine des Pays-Bas bourguignons.

### Sous Charles VIII: Guerre folle et guerre de Bretagne
Malgré son âge, Alain d'Albret envisage d'épouser la fille aînée du duc François II de Bretagne, Anne (1477-1514), et de devenir ainsi duc de Bretagne. 
Il fait alliance avec le duc après la mort de Louis XI (1483), lorsque plusieurs grands féodaux se rebellent contre la régente Anne de France, épouse de Pierre II de Bourbon, seigneur de Beaujeu, dans la rébellion féodale de la Guerre folle, puis dans la guerre de Bretagne. 
Ses intrigues n'aboutissent pas et il est vaincu sans pouvoir apporter son soutien au duc de Bretagne en 1487.[pas clair]
L'année suivante, il amène des troupes en Bretagne (par mer), mais est un des vaincus, avec François II et Louis d'Orléans (futur Louis XII), de la bataille de Saint-Aubin-du-Cormier. 
Il continue cependant d'espérer régner en Bretagne[réf. nécessaire], mais est dépité par le mariage de la duchesse Anne avec Maximilien d'Autriche en 1490. En 1491, il livre aux troupes royales la ville et le château de Nantes, dont il a la garde. 
Il est nommé gouverneur de Bretagne par Charles VIII, mais pour peu de temps[réf. nécessaire].

### De 1491 à 1522
Alain d'Albret meurt en 1522 et est inhumé dans le chœur de l'église du couvent des Cordeliers de Casteljaloux, nécropole familiale. 
Le 6 septembre 1568, lorsque la ville est occupée par les troupes protestantes de Jeanne d'Albret, le couvent est saccagé et les tombes des sires et dames d'Albret, y compris celle d'Alain et de ses enfants, sont profanées.[réf. nécessaire]

## Mariage et descendance
Il épouse par contrat en 1456 Françoise de Châtillon (morte en 1481), comtesse de Périgord,vicomtesse de Limoges, dame d'Avesnes et de Landrecies, fille de Guillaume de Blois, et d'Isabelle de La Tour d'Auvergne. Son épouse lui apporte l'héritage du comté de Périgord, de la vicomté de Limoges, ainsi que des prétentions au trône ducal de Bretagne. 
De leur mariage, naissent  :
- Jean d'Albret (1469-1516), vicomte de Limoges, qui épouse en 1484 la reine Catherine de Navarre, devenant ainsi roi de Navarre (il est le grand-père de Jeanne d'Albret, mère d'Henri III de Navarre, puis Henri IV de France) ;
- Gabriel (vers 1471-1503), seigneur d'Avesnes-sur-Helpe, fiancé à Isabeau de Bretagne, sœur d'Anne de Bretagne ;
- Pierre (vers 1475-1513), comte du Périgord ;
- Isabelle (vers 1477-?), épouse en 1494 de Gaston II de Foix-Candale ;
- Amanieu d'Albret (vers 1478-1520), évêque de Pamiers, de Comminges et de Lescar, puis cardinal (1500) ;
- Louise (vers 1479-1535), vicomtesse de Limoges, dame d'Avesnes et Landrecies, qui épouse en 1495 Charles de Croÿ, 1er prince de Chimay ;
- Charlotte d'Albret (vers 1480-1514), dame de Châlus, qui épousa César Borgia en 1499.

Il a aussi eu sept enfants naturels, dont :
- Louis d'Albret (vers 1500-1569), évêque de Lescar.